# 坎波利-阿彭尼诺
坎波利-阿彭尼诺（義大利語：Campoli Appennino），是意大利弗罗西诺内省的一个市镇。总面积33.38平方公里，人口1791人，人口密度53.7人/平方公里（2009年）。ISTAT代码为060016。